# John Bonham
John Henry 'Bonzo' Bonham (31 de maig del 1948 - 25 de setembre del 1980) va ser el bateria del grup de hard rock Led Zeppelin.
Fins al dia d'avui és considerat un dels millors bateries del rock de tota la història, ja que va canviar l'enfocament que es tenia de l'instrument. Va crear un estil que consistia en cops més durs i amb menys ornaments, molt més allunyat del jazz i del blues (estils predominants en els bateries de rock/pop de l'època), influint poderosament a totes les generacions posteriors de bateries de rock, incloent-hi el heavy metal. La revista musical Gigwise va guardonar a Bonham amb la primera posició a la seva Llista dels 50 millors bateries de la història.

## Primers passos
Bonham va néixer a Redditch, Worcestershire, Anglaterra. Va començar a tocar la bateria als cinc anys; va tenir el seu primer equipament rítmic a l'edat de catorze anys, un equip Premier del que no es tenen més detalls.
El 1964, Bonham va formar la seva primera banda, Terry Webb and the Spiders. També tocava per a bandes locals, com The Blue Star Trio i The Senators. Va ser en aquesta època quan Bonham decideix dedicar-se a la música professionalment. S'uneix a diverses bandes de poc èxit, incloent-hi la banda de blues Crawling King Snakes, el cantant de la qual era Robert Plant. Durant aquell període, Bonham es guanya la reputació de ser el bateria més sorollós de tot Anglaterra. En una ocasió li van demanar que se n'anés del Birmingham Studio perquè tocava massa fort com per ser suportat per l'amo, que fins i tot li va dir que no hi havia futur per a un bateria com ell. Deu anys després, l'amo de l'estudi va rebre una nota en la qual es llegia "Thanks for the career advice... " ("Gràcies pel consell professional... "), acompanyada d'un disc d'or de Led Zeppelin. Bonham va continuar formant part, al costat de Plant, de bandes poc reeixides fins que Tim Rose el convida formalment a ser el bateria de gira de la seva banda.

## Led Zeppelin
Jimmy Page, que a la fi seria guitarra de Led Zeppelin, volia formar una nova banda després de la separació de The Yardbirds. Amb el baixista John Paul Jones ja reclutat, la seva primera opció com a cantant era Terry Reid. Tanmateix Reid estava treballant amb Mickie Most, i va suggerir Robert Plant, que va suggerir com a bateria a Bonham. Després de veure a Bonham tocar per a Tim Rose a barri de Hampstead (Londres) el juliol del 1968, Page i Peter Grant (representant del grup) es van convèncer de què era l'indicat.
Durant la primera gira de Led Zeppelin als Estats Units (desembre del 1968), Bonham es va fer amic de Carmine Appice, bateria de Vanilla Fudge, qui li va donar a conèixer les bateries Ludwig, marca que va utilitzar des de llavors, i amb la qual firmaria un contracte de representació per la resta de la seva carrera. Bonham feia servir també les baquetes més llargues i pesades del mercat, a les quals es referia com "arbres".
El seu revolucionari estil és present en totes les composicions de Led Zeppelin, però són temes com "Immigrant Song" (Led Zeppelin III), "When the Levee Breaks" (Led Zeppelin Iv), "The Ocean" (Houses Of The Holy), i "Achilles Last Estand" (Presence) els que van marcar l'estil de la banda. El grup el reconeix com el creador de la figura rítmica del riff de "Kashmir" i del d'"Out On The Tiles". L'enregistrament a l'estudi de "Misty Mountain Hop" capta perfectament el seu excel·lent domini d'aquestes dinàmiques.
La seva manera de tocar ha influït en gairebé tot bateria de hard rock/heavy metal. L'estil de Bonham estava marcat per un "beat" molt rítmic acompanyat de molt "feel", "breaks" explosius i un ús únic de figures rítmiques invertides, executades molt seguides entre el bombo i la caixa. Tot això combinat amb el seu atac escarpat, va fer Bonham immediatament recognoscible per a l'oient.
Els seus solos de bateria, primer "Pat's Delight" després anomenat "Moby Dick" i "Over the Top", duraven prop de mitja hora, arribats a ser tocada sense baquetes per aconseguir nous efectes sonors. A les gires de Led Zeppelin posteriors al 1969 va expandir el seu equipament, incloent-hi congos, timbals simfònics i gongs simfònics. Bonham també és reconegut com el primer bateria que va usar timbals sintetitzats electrònicament, que va estrenar durant la presentació de la cançó "Kashmir" a Dallas, Texas, el 1977.
El 1974, Bonham va aparèixer a la pel·lícula de Ringo Starr Son Of Dracula, tocant la bateria a la Count Downe's (Harry Nilsson) backing band. Bonham va formar part d'una multitudinària banda de percussió, que incloïa entre altres a Keith Moon (bateria de The Who) i a Starr (dels Beatles). També era col·leccionista d'automòbils esportius antics i motocicletes, que conservava a la granja de la seva família, anomenada The Old Hyde.
Però Bonze no només va gravar amb Led Zeppelin. També va trobar temps per fer treball de sessió per a altres artistes. El 1970, va tocar per a Lord Sutch al seu àlbum Lord Sutch and Heavy Friends. També va gravar per al seu amic Roy Wood, a l'àlbum Wizzard (1979). Posteriorment tornaria als escenaris, però aquesta vegada al costat de la banda de Paul Mccartney: Wings amb el seu àlbum Back To The Egg per al tema Rockestra Theme.

## Mort
John Bonham va morir a la mansió de Jimmy Page a Clewer, Windsor, el 25 de setembre del 1980 per aspiració de vòmit, després d'ingerir uns quaranta gots de vodka en menys de dotze hores. Tenia 32 anys.

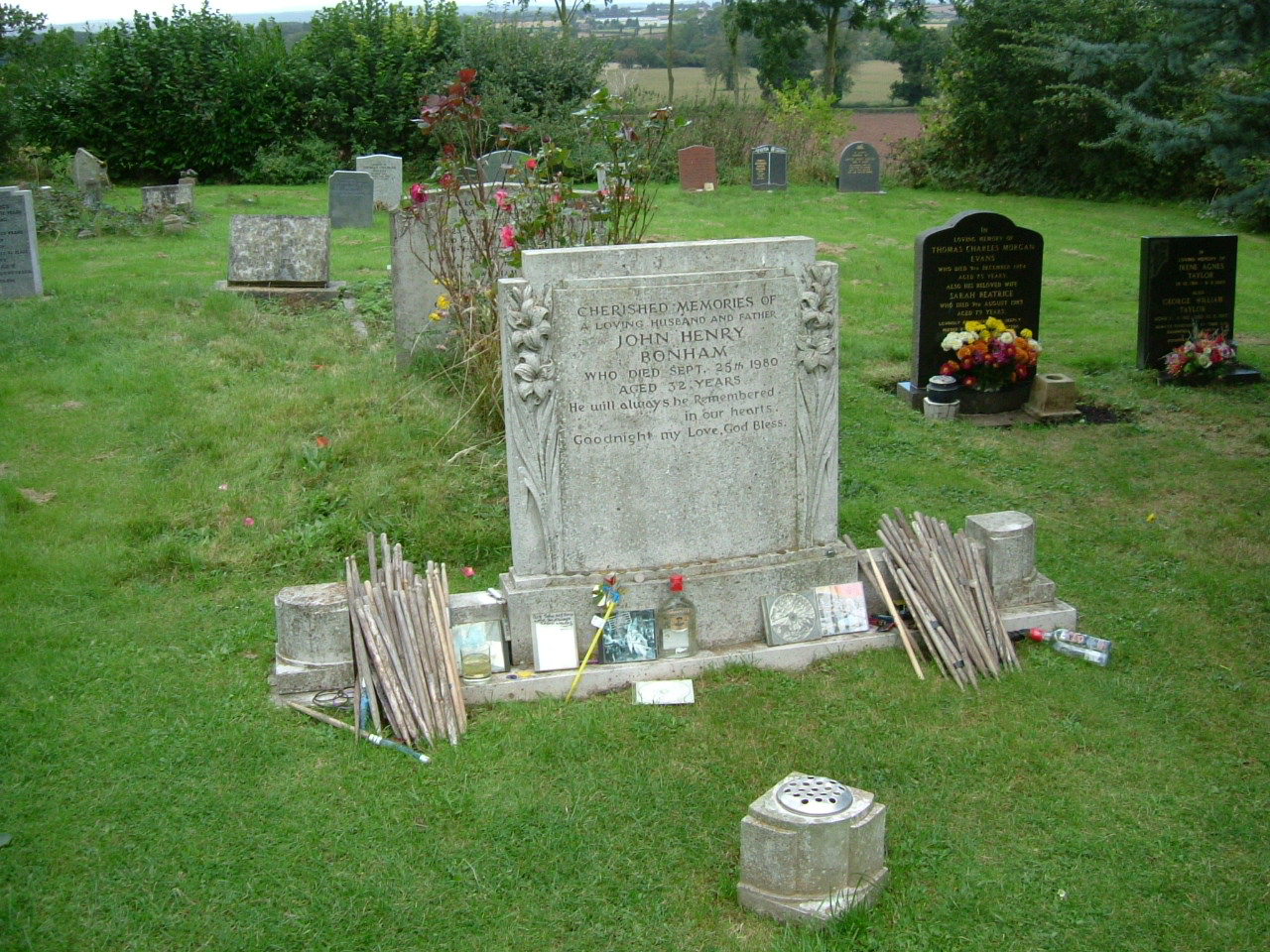
Tomba de John Bonham.

Després de la seva mort es va especular sobre una possible substitució per reemplaçar-lo a Led Zeppelin, però finalment els integrants del grup van decidir que no es podia reemplaçar i que, per tant, el grup no podia continuar existint.

## Els Equipaments de Bonham
1.Kit pre-Led Zeppelin (?-1968), Ludwig Super Classic Green Sparkle
- Bombo 22"x14"
- Tom Base 16"x16"
- Tom 13"x9"
- Caixa Supraphonic 14"x5"

2.Kit Led Zeppelin (1968/Gira pels EUA), Ludwig Black Diamond Pearl
- Bombo 24"x14"
- Tom Base 16"x16"
- Tom Base 18"x16"
- Tom 13"*9"
- Caixa 20's/30's Cob Tube Lug

3.Kit de Representació de la marca Ludwig, Ludwig Thermo Gloss Natural Maple
- Bombo 26"x14" (ocasionalment usava un altre bombo de les mateixes dimensions que va utilitzar per a alguns concerts de la gira per Ee.Uu. de 1969)
- Tom Base 18"x16"
- Tom Base 16"x16"
- Tom 14"x12" (muntat en un suport de caixa)
- Caixa Chrome Supraphonic Snare 14"x6.5"
- Dos Congas Ludwig 12"
- Esquellot Ludwig Gold Tone

4.Kit per a enregistraments (1970-1975), Ludwig Green Sparkle
- Bombo 26"x14"
- Tom Base 16"x16"
- Tom Base 18"x16"
- Tom 14"x10"
- Tom 14 " x 10"
- Caja Chrome Supraphonic 14"x6.5"
- Timbal Simfònic Ludwig 29"
- Timbal Simfònic Ludwig 30"

5.Kit The Song Remains The Same (1973-1975), Ludwig Amber Vistalite
- Bombo 26"x14"
- Tom Base 16"x16"
- Tom Base 18"x16"
- Tom 14"x10"
- Caixa Chrome Supraphonic Snare 14"x6.5"
- Timbal Simfònic Ludwig 29"
- Timbal Simfònic Ludwig 30"

6.Kit Final (1977-1980), Ludwig Stainless Steel
- Bombo 26"x14"
- Tom Base 16"x16"
- Tom Base 18"x16"
- Tom 15"x12"
- Caixa Chrome Supraphonic amb Mach Lugs 6.5"x14"

## Els plats de Bonham
Bonham va usar els Giant Beat de Paiste fins al 1972, després va firmar un contracte de representació amb la marca i va canviar els seus antics plats pels de la sèrie 2002, que va utilitzar la resta de la seva carrera.
El seu equipament regular consistia en:
- Sound-edge Hi-Hats 15
- Medium Crash 16"
- Medium Crash 18"
- Medium Ride 24"
- Symphonic Gong 38"

També tenia un Mèdium Crash de 18", un Mèdium Ride de 20" i un Crash/Ride de 22", que usava en rares ocasions.